# Семейство Веритас
Семе́йство Ве́ритас — довольно крупное семейство астероидов, расположенное в главном поясе. Семейство названо в честь первого астероида, классифицированного в эту группу — (490) Веритас. Астероиды (490) Веритас и (92) Ундина являются самыми крупными представителями этого семейства, в которое помимо них входит ещё около 300 других астероидов.
Американский астроном David Nesvorný из научно-исследовательского института в Боулдере, Колорадо, проследив орбиты членов семейства во времени, определил, что оно образовалось приблизительно 8 млн лет назад в результате разрушения 150 километрового родительского тела при его столкновении с другим астероидом. Предполагается, что данное событие было крупнейшим столкновением астероидов за последние 100 млн лет.
Обосновывая эту оценку, Кеннет Фарли указывает на то, что в донных отложениях возрастом 8,2 млн лет наблюдается четырёхкратное превышение количества космической пыли над средним значением. Затем, в течение последующих 1,5 млн лет, содержание космической пыли в отложениях постепенно опять возвращается к норме.
Столкновение произошло достаточно далеко от Юпитера, который мог бы своей гравитацией повлиять на обломки, но действие солнечной радиации было достаточно, чтобы заставить космическую пыль дрейфовать в направлении орбиты Земли.
Судя по всему, столкновения между астероидами этого семейства время от времени происходят до сих пор. По оценкам, они ежегодно могут посылать на Землю до 5000 тонн космической пыли, что составляет около 15% от общего её количества.

## Крупнейшие астероиды этого семейства
| Имя              | Диаметр   | Большая полуось | Наклонение орбиты | Эксцентриситет орбиты | Год открытия |
| ---------------- | --------- | --------------- | ----------------- | --------------------- | ------------ |
| (92) Ундина      | 126,42 км | 3,187 а. е.     | 9,923 °           | 0,102                 | 1867         |
| (490) Веритас    | 115,55 км | 3,169 а. е.     | 9,265 °           | 0,099                 | 1902         |
| (844) Леонтина   | 42,15 км  | 3,206 а. е.     | 8,791 °           | 0,071                 | 1916         |
| (1086) Ната      | 66,27 км  | 3,056 а. е.     | 8,360 °           | 0,056                 | 1927         |
| (2428) Каменяр   | 28,54 км  | 3,164 а. е.     | 9,314 °           | 0,096                 | 1977         |
| (2934) Аристофан | 27,72 км  | 3,168 а. е.     | 8,796 °           | 0,050                 | 1960         |
| (5592) Осима     | 25,43 км  | 3,179 а. е.     | 8,489 °           | 0,063                 | 1990         |
| (7231) Порко     | 18,33     | 3,168 а. е.     | 9,427 °           | 0,074                 | 1985         |